# Psychotria macrocalyx
Psychotria macrocalyx är en måreväxtart som beskrevs av Asa Gray. Psychotria macrocalyx ingår i släktet Psychotria och familjen måreväxter. Inga underarter finns listade i Catalogue of Life.